# Stazione di Enniscorthy
La stazione di Enniscorthy (in inglese Enniscorthy railway station, in gaelico Stáisiún Inis Córthaidh) è una stazione ferroviaria irlandese che fornisce servizio a Enniscorthy, nella contea di Wexford.

## Descrizione
Attualmente la linea che vi passa è l'intercity Dublino–Rosslare. La stazione è dotata di due binari, il secondo dei quali accessibile tramite ponte pedonale, sebbene sia usato solo quando due treni passano per la stazione, che è dotata di personale. Fu aperta il 16 novembre 1863.

## Servizi ferroviari
- Intercity Dublino–Rosslare

## Servizi
- Biglietteria self-service
- Capolinea autolinee (Templeshannon; sette minuti a piedi)
- Servizi igienici
- Biglietteria a sportello